# Hypericum denudatum
Hypericum denudatum är en johannesörtsväxtart som beskrevs av A. St.-hil.. Hypericum denudatum ingår i släktet johannesörter, och familjen johannesörtsväxter. Inga underarter finns listade i Catalogue of Life.